# ساغر
از نظر لغوی ساغر به معنی پیاله است.
در فرهنگ معین به معنی پیالهٔ شرابخواری و جام است.
قدح نیز هم‌معنی با پیاله شراب است.  

## ساغر در ادبیات
| من ترک عشق و شاهد و ساغر نمی‌کنم |  | صد بار توبه کردم و دیگر نمی‌کنم |
|                                 |  | (حافظ)                         |

| خورشید می ز مشرق ساغر طلوع کرد گر برگ عیش می‌طلبی ترک خواب کن |  | {{{2}}} |
|                                                              |  | (حافظ)  |

در بیشتر ابیات، ساغر در معنی جام شراب آمده‌است.
| بیا تا گل برافشانیم و می در ساغر اندازیم |  | فلک را سقف بشکافیم و طرحی نو دراندازیم |
|                                          |  | (حافظ)                                 |

در یکی از شعرهایی که در سال‌های اخیر توسط سالار عقیلی اجرا شد، چنین آمده‌است:
| ساغرم شکست ای ساقی |  | رفته‌ام ز دست ای ساقی |

## معانی در عرفان
در عرفان اسلامی و در اصطلاحات صوفی، ساغر دل عارف است،
بدان خمخانه و میخانه و میکده نیز می‌گویند.
همچنین سکر و شوق دو معنی دیگر ساغر هستند.